# Carl Hahne (Papierfabrikant)
Carl Gustav Justus Hahne (* 14. April 1850 in Hannover; † 25. Januar 1895 in Dassel) war ein deutscher Kaufmann und Unternehmer in der Papierindustrie.

## Leben

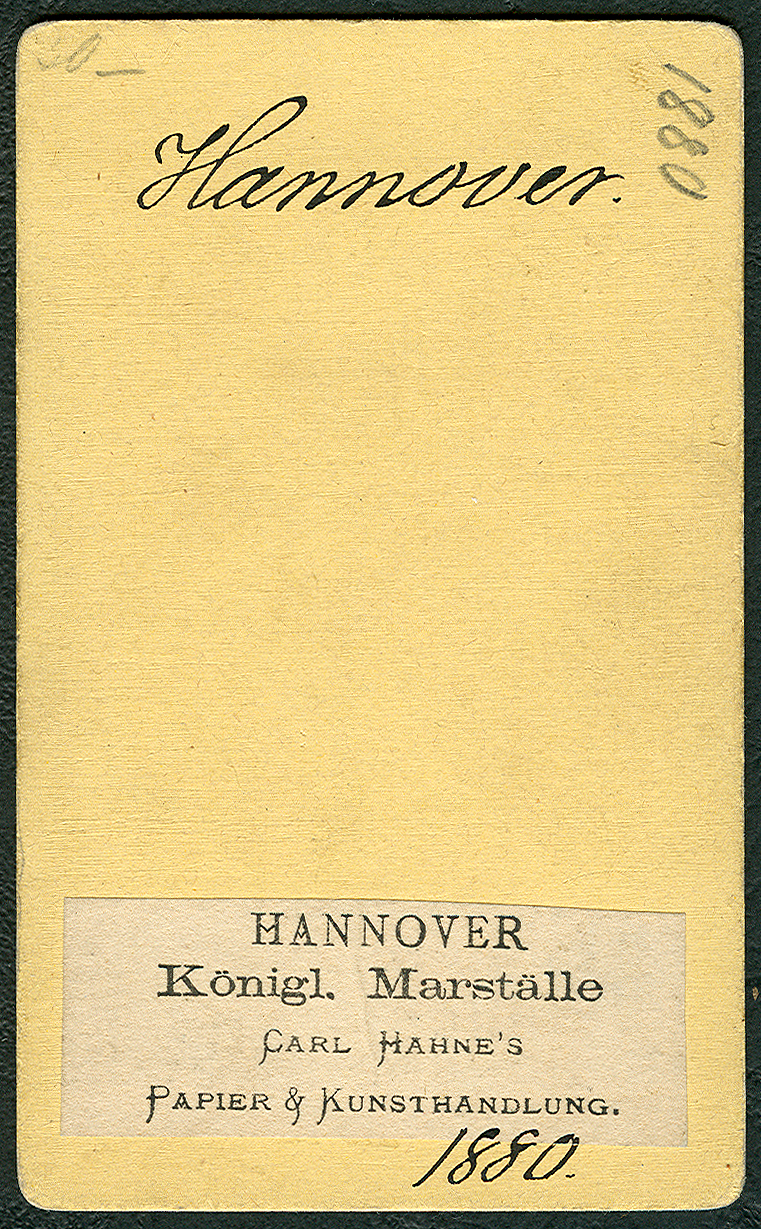
Rückseite einer Carte de Visite mit einem Aufkleber von „Carl Hahne’s Papier & Kunsthandlung“, handschriftlich datiert „Hannover 1880“

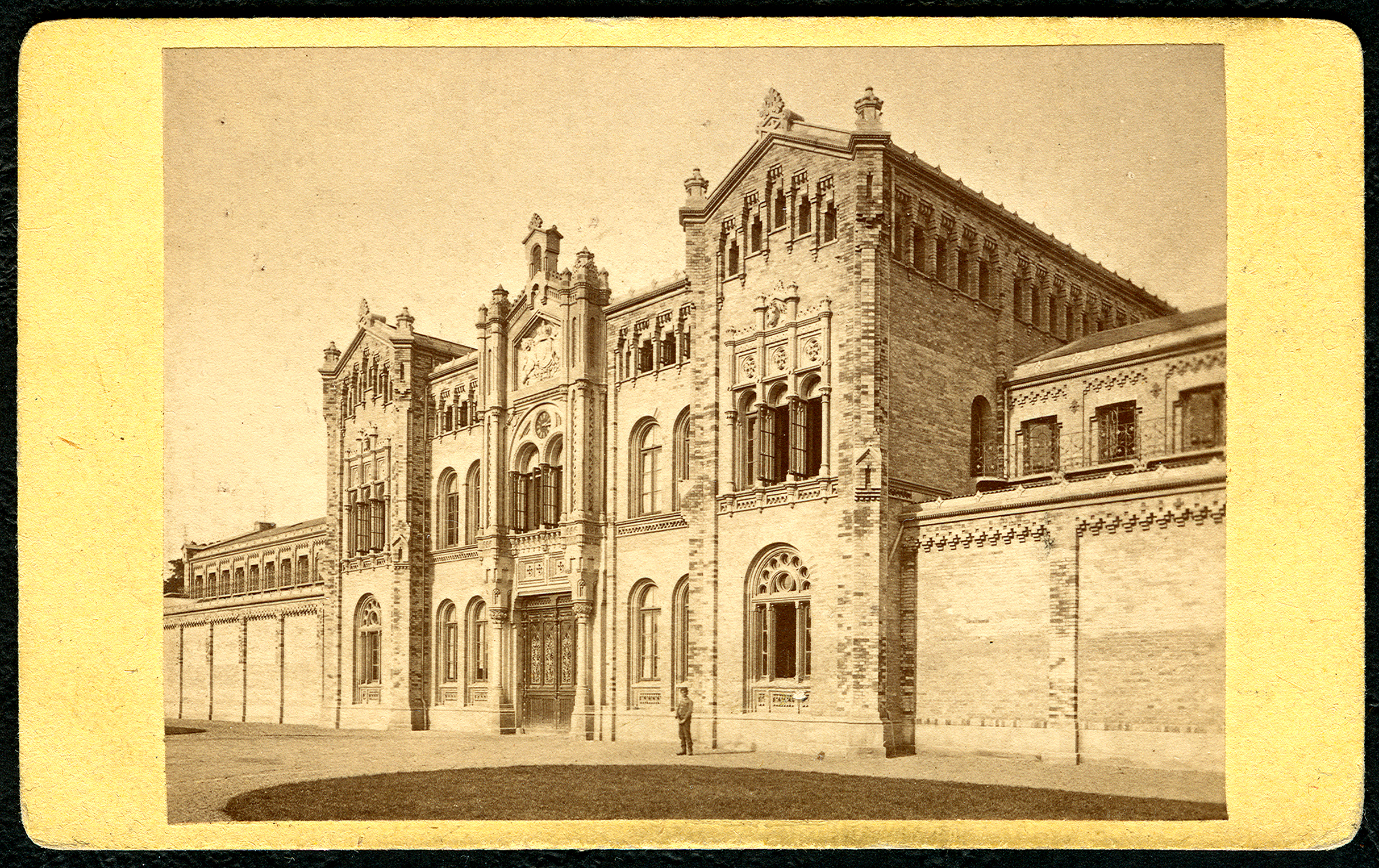
Beispiel eines Fotoabzugs, Albuminpapier auf einer Carte de Visite, hier mit dem Marstall beim Welfenschloss; um 1880

Carl Hahne war ältester Sohn von Justus Hahne und Christiane Hahnne geb. Sprenger gen. Bruns. Sein Vater war Kaufmann und Kunsthändler in Hannover, königlich hannöverscher Hoflieferant für Büttenpapier, Siegellack (eine der ältesten Siegellackfabriken in Norddeutschland) und Schreibutensilien. Carl Hahne heiratete Aurelie Jünger (* 29. September 1852 in Kemberg; † 19. März 1921 in Dessau), mit der er drei Kinder hatte. Hahne übernahm das Geschäft seines Vaters.
Um 1880 betrieb Hahne eine „Papier- & Kunsthandlung“, über die er beispielsweise Fotografien im Format der Carte de Visite vertrieb. Ungeklärt ist bisher noch, ob er die Fotografien selbst aufgenommen hatte oder Abzüge von Werken noch unidentifizierter Fotografen verkaufte.
Im Jahr 1886 kaufte Hahne zusätzlich die älteste Papierfabrik in Deutschland, die 1584 gegründete Papiermühle in Relliehausen (Dassel). Hahne führte die Fabrik seitdem unter dem Namen Hahnemühle fort.